# Felip Cid i Rafael
Felip Cid i Rafael (Barcelona, 1930- L'Estany, 2015) fou catedràtic d'Història de la Medicina de la Universitat Autònoma de Barcelona i autor de diverses obres de divulgació de la història de la Medicina. També publicà diverses obres de poesia i unes memòries.
La seva gran importància acadèmica rau en el fet d'haver estat el gran impulsor de l'Epistemologia històrica a Catalunya mitjançant les seves nombroses obres i de la seva activitat docent a la Universitat i de la Museologia mèdica, en fundar el Museu d'Història de la Medicina de Catalunya l'any 1979 a Barcelona.

## Apunts biogràfics
Fill de metge, feu la carrera de Medicina i començà a exercir de metge al dispensari de la Creu Roja de l'Hospitalet i de manera privada continuant la consulta del pare. Tanmateix, no es va sentir satisfet amb l'exercici pràctic de la Medicina i decidí abocar-se al negoci editorial i a la publicació pròpia de llibres de poesia.
Desenganyat, però, per la concurrència de diverses fallides d'iniciatives editorials (Llibres de Sinera, Tele/Estel, etc.), juntament amb la fredor amb la que la crítica i les vendes acolliren les seves obres, decidí retornar a l'exercici laboral relacionat amb la seva formació acadèmica i ho féu en la nova disciplina universitària de la Història de la Medicina, de la qual fou el primer catedràtic a la tot just creada Universitat Autònoma de Barcelona.

## Obres científiques
- Seis testimonios de la Medicina ibérica (1967)
- Història de la Medicina a Catalunya (1969)
- Aspectos medico-sociales de la Arquitectura hospitalaria barcelonesa (1833-1902) (1970)
- Introducción al conocimiento de la Medicina (1972)
- Reflexiones sobre Historia de la Medicina (1974)
- Breve historia de las las Ciencias médicas (1978)
- Pedro-Pons, l'home i l'obra (1981)
- Ferrer Solervicens, anàlisi d'una obra científica (1985)
- Compendio de Historia de la Radiología (1986)
- Radiología e imagen diagnóstica (1987)
- Diccionari històric d'instruments i tècniques mèdiques I (1990)
- Josep Trueta, esbós d'una obra mèdica i biològica (1991)
- L'Hospital de l'Esperit Sant, un exemple d'evolució assistencial a Catalunya (1993)
- La contribució científica catalana a la Medicina i Cirurgia de guerra (1936-1939) (1996)
- La obra de César Comas en el contexto de la Radiología ibèrica (1896-1950) (1998)
- Pablo Umbert, su aportación a la Dermatologia vernácula (1902-1922) (2000)

Va escriure i dirigir en quatre volums una Història de la Ciència (1977-1982). Així mateix va publicar un centenar d'articles científics. Va ser membre de vuit Acadèmies, entre les quals destaca la Reial Acadèmia de Medicina de Catalunya, a més d'altres distincions a càrrec d'entitats mèdiques.

## Obres literàries
- Els sonets del zoo (1963)
- Veus i remors de la meva ciutat (1965)
- Records d'uns aparadors (1967)
- Memòries inútils (2000)